# Escudella

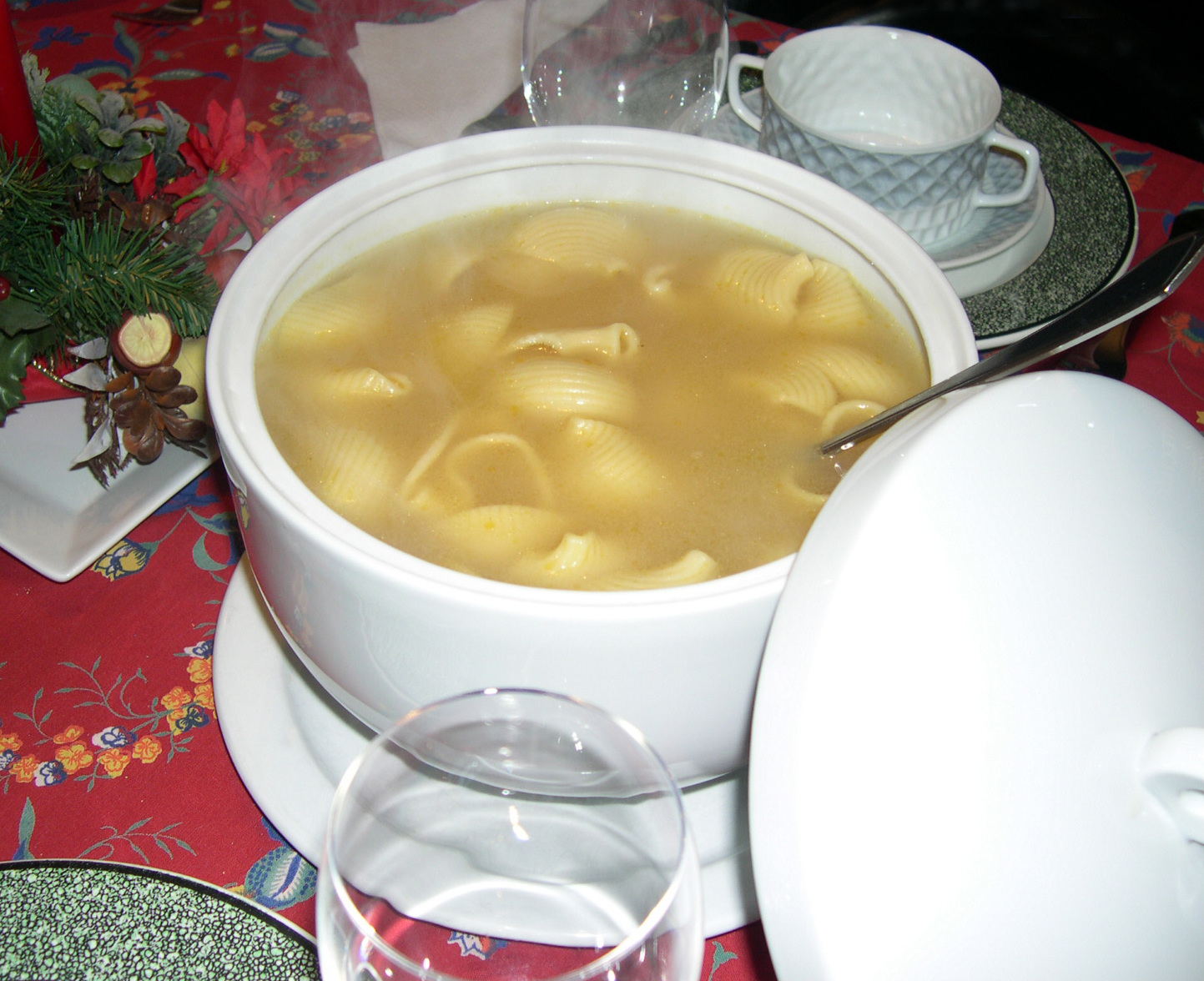
Escudella

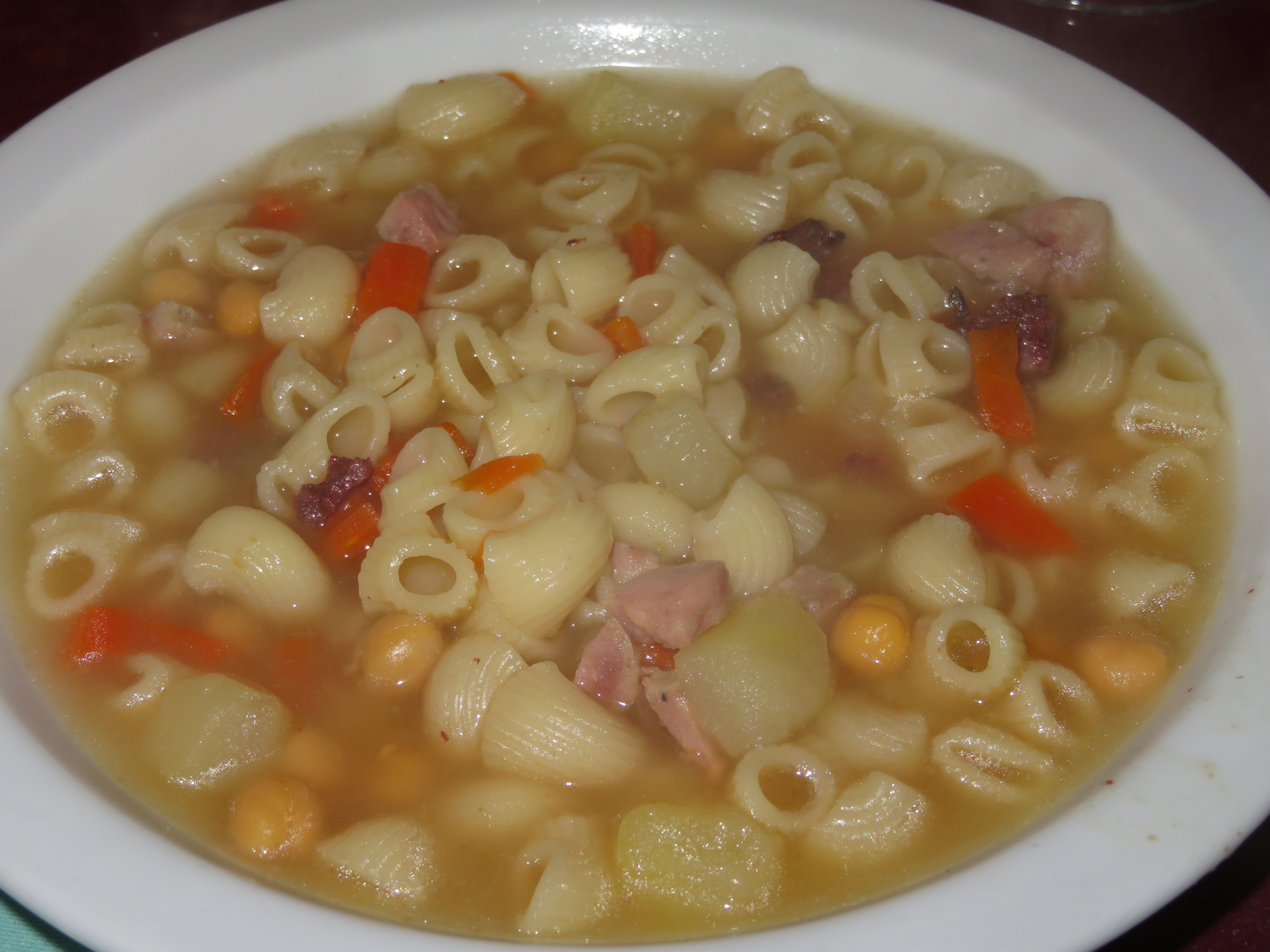
Escudella (Castellet i la Gornal, Baix Penedés)

Escudella – katalońska zupa z kilku rodzajów mięsa i warzyw, uważana za katalońskie danie narodowe. Jest to jednogarnkowapotrawa bożonarodzeniowa, ale podaje się ją również w ciągu roku, często w niedziele i święta.
Tradycyjnie przygotowuje się ją z boczku, wieprzowiny, kości wieprzowych i wołowych, świńskich uszu i nóżek, cielęciny, drobiu oraz botifarry, ugotowanych z fasolą, ziemniakami, kapustą, czosnkiem i przyprawami (m.in. szafranem i tymiankiem), z dodatkiem ryżu i makaronu. Potrawa wymaga długiego, powolnego gotowania. Do escudelli podaje się często ciepłe czerwone wino i ciepły chleb.
Można ją podawać w wersji dwudaniowej, tzw. escudella i carn d'olla – pierwszym daniem jest wtedy sam rosół z makaronem, drugim – ugotowane w nim mięso i warzywa.
W Katalonii zupę tę jada się od około tysiąca lat. Luis Bettonica nazwał ją daniem najbardziej reprezentatywnym dla kuchni katalońskiej.
Według anegdoty, w 1914 po bitwie nad Marną dowódca armii francuskiej Joseph Joffre nie był zadowolony z wystawnego menu przygotowanego przez jego kucharza na bankiet z okazji zwycięstwa, ponieważ nie było w nim escudella i carn d'olla, a więc tego dania, którym chciałby uraczyć się po zwycięskiej obronie Paryża.